# Menhir du Fuseau
Le menhir du Fuseau, appelé aussi Le Contentoux, est situé sur la commune de Plaine-Haute dans le département français des Côtes-d'Armor.

## Protection
Le monument fait l’objet d’une inscription au titre des monuments historiques depuis le 8 février 1967.

## Description
Le menhir mesure 4,80 m de hauteur pour 3 m de largeur et 1,40 m d'épaisseur. Ses faces principales sont orientées au nord-est et au sud-est. Il est en granite porphyroïde à gros grains.
Le menhir est mentionné au Répertoire archéologique du département des Côtes-du-Nord (actuelles Côtes-d'Armor), en 1883.